# Johannes Brunsmand
Johannes Brunsmand (30. oktober 1637 i Trondhjem — 25. juli 1707 i København) var en dansk præst.
Brunsmand var 1668—77 rektor ved Herlufsholm og fra 1679 til sin død præst ved Vartov. Brunsmand havde i rigeligt mål sin tids ufordragelighed og overtro. Det første kom især frem i hans polemik mod Niels Stensen, som han vilde bevæge til frafald fra katolicismen; det sidste fandt udtryk i hans berygtede skrift Kiøge Huus-Kaars, der udkom 1674 og ofte senere. Historien om Køge Huskors fremmede overtroen i Danmark; men den nød anseelse, ja udkom endog i Holland på latin, idet man derved vilde modarbejde præsten Balthasar Bekkers fordomsfrie skrift De betoverde Wereld.
Større sympati har eftertiden haft med Brunsmands angreb på den tyske præst Johann Lysers polygamiteorier. Blandt Brunsmands øvrige skrifter er også to salmesamlinger, mere velmente end vellykkede.